# G.B.H. (miniserie televisiva)
G.B.H. è un dramma televisivo britannico in sette parti scritto da Alan Bleasdale trasmesso nell'estate del 1991 su Channel 4.

## Trama
Michael Murray è un politico ambizioso e carismatico, Jim Nelson è un preside molto amato dalla scuola locale per bambini disturbati.
Quando le strade di questi due uomini si incrociano, le cose sono destinate a non essere più le stesse per nessuno dei due.

## Episodi
| Stagioni       | Episodi | Prima TV originale |
| -------------- | ------- | ------------------ |
| Prima stagione | 7       | 1991               |

## Riconoscimenti
British Academy Television Awards - 1991
- Miglior attore a Robert Lindsay
- Candidatura per miglior attore a Michael Palin
- Candidatura per miglior attrice a Lindsay Duncan
- Candidatura per la miglior serie drammatica